# Paige Culver
Paige Culver (* 4. April 1997 in Oakville) ist eine kanadische Fußballspielerin.

## Karriere
Culver spielte während ihrer Studienzeit an der Kent State University im US-Bundesstaat Ohio für deren Sport-Team, die Golden Flashes, in der NCAA Division I Fußball. Von 2015 bis 2018 bestritt sie insgesamt 80 Meisterschaftsspiele, in denen ihr vier Tore gelangen.
Anschließend war sie für den italienischen Erstligisten Pink Bari CF eine Saison lang aktiv, für den Verein sie 15 Punktspiele bestritt. Es folgte eine Saison für den französischen Erstligisten ASJ Soyaux, für den sie in sechs Punktspielen eingesetzt wurde. Von Juli bis Dezember 2021 gehörte sie dem Ligakonkurrenten Girondins Bordeaux an, wurde jedoch in keinem Pflichtspiel eingesetzt. 
Mit einem anschließenden Vereinswechsel ab dem 1. Januar 2022 gehörte sie dem schwedischen Erstliganeuling IFK Kalmar an, für den sie 24 von 26 Punktspielen bestritt.
Als Verstärkung im Abstiegskampf wurde sie für die Rückrunde der Bundesligasaison 2022/23 vom 1. FFC Turbine Potsdam verpflichtet. Nachdem der Klassenerhalt misslang, endete auch ihre Vertragslaufzeit im Sommer 2023.
Zur Saison 2023/24 wurde sie vom Zweitligisten London City Lionesses verpflichtet.